# 살바토레 페라가모

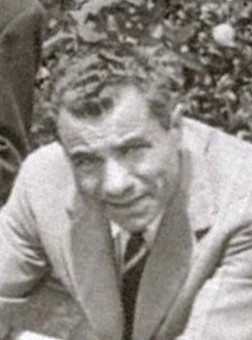
1959년의 살바토레 페라가모

살바토레 페라가모(이탈리아어: Salvatore Ferragamo, 1898년 6월 5일~1960년 8월 7일)는 이탈리아의 신발 디자이너이자 명품 패션 브랜드인 살바토레 페라가모 S.p.A.의 창립자이다. 혁신적인 신발 디자이너로 평가 받았던 살바토레 페라가모는 1930년대에 명성을 떨쳤다.

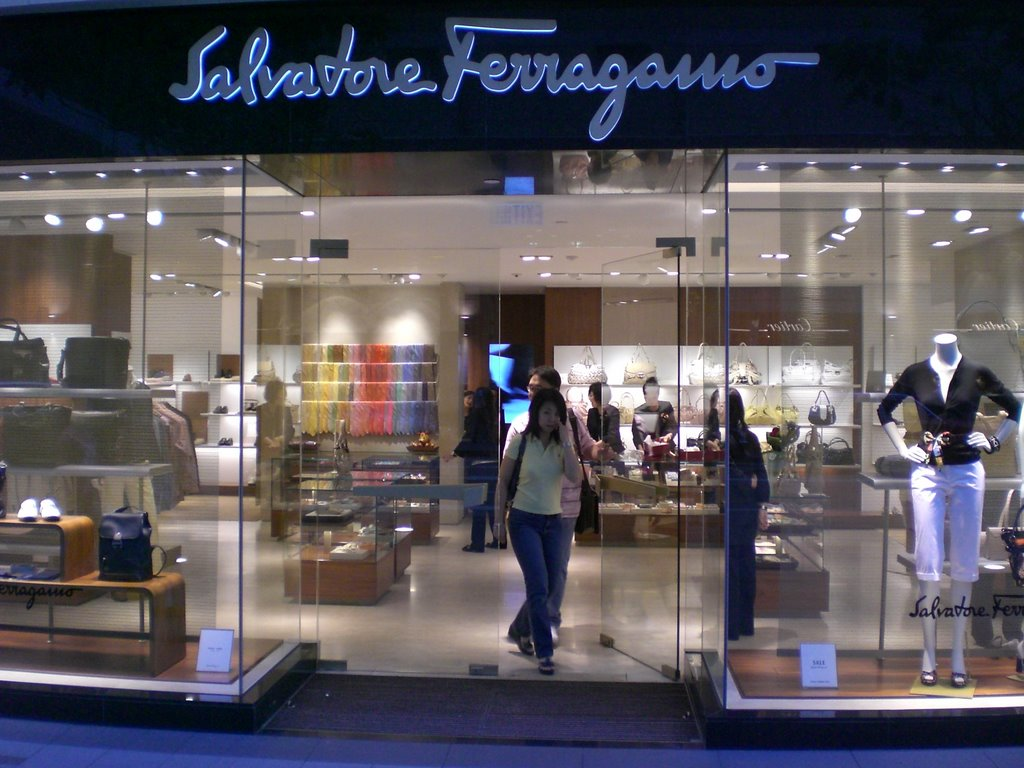
홍콩의 살바토레 페라가모 매장